# Мордовский государственный педагогический университет имени М. Е. Евсевьева
Мордовский государственный педагогический университет имени М. Е. Евсевьева основан 30 июня 1962 года. Университет является центром педагогического образования, науки и культуры Республики Мордовия, назван в честь Макара Евсевьевича Евсевьева, мордовского учёного и педагога.
Государственное образовательное учреждение высшего профессионального образования «Мордовский государственный педагогический университет имени М. Е. Евсевьева» является одним из ведущих вузов республики.
Федеральное государственное бюджетное образовательное учреждение высшего профессионального образования «Мордовский государственный педагогический университет имени М. Е. Евсевьева» осуществляет подготовку специалистов для нужд образования республики и соседних регионов.
Мордовский госпедуниверситет получил лицензию на осуществление образовательной деятельности по 18 специальностям вузовского и 25 — послевузовского образования.
Университет выступает научно-методическим и культурно-образовательным центром диаспоры мордовского народа в Нижегородской, Саратовской, Пензенской, Ульяновской областях, а также в Москве, Татарстане и Башкортостане.

## Награды[1]
- 2002 — The American Golden Certificate of Quality — «Американский золотой сертификат качества» за финансовую деятельность (США, Калифорния).
- 2004 — Международная награда «Золотой слиток» (Швейцария, Цюрих).
- 2005 — Медаль Монако «За динамизм и прогресс» в категории «Инновации и экология» (Монако, Монте-Карло).
- 2005 — Международная награда «Объединённая Европа» за вклад в развитие европейской интеграции (Великобритания, Оксфорд).
- 2005 — «Золотая медаль SPI» (Франция, Париж).
- 2006 — Международная награда «European quality» («Европейское качество»).
- 2006 — Международная награда «Sokrates international award» («Имени Сократа»).
- 2006 — «Международный приз за выдающиеся достижения в управлении предприятием и организацией».
- 2008 — Диплом Международной академии наук педагогического образования.

## Организация учебного процесса
- Обучение студентов в Мордовском педагогическом университете ведётся по очной и заочной формам. Номенклатура специальностей постоянного расширяется.
- На 9 факультетах по 18 специальностям обучаются студенты из разных регионов России.
- Продолжительность обучения по очной форме — 5 лет, по заочной — 5,5 лет, возможен сокращённый срок обучения.

## Факультеты

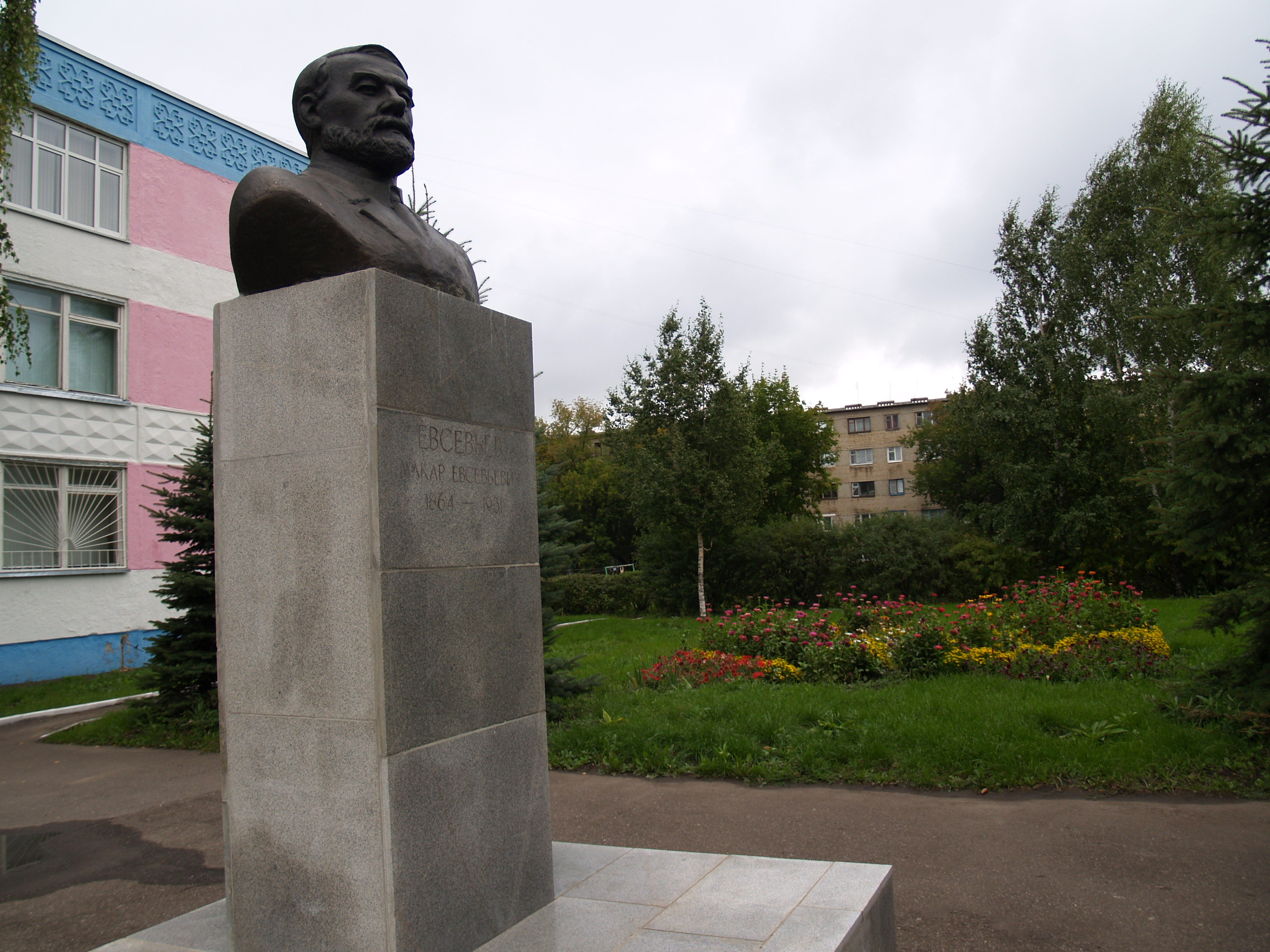
Бюст Макара Евсевьева у физико-математического факультета МГПУ им М. Е. Евсевьева

- Физико-математический факультет МГПУ им. М. Е. Евсевьева
- Естественно-технологический факультет МГПУ им. М. Е. Евсевьева
- Филологический факультет МГПУ им. М. Е. Евсевьева
- Факультет истории и права МГПУ им. М. Е. Евсевьева
- Факультет иностранных языков МГПУ им. М. Е. Евсевьева
- Факультет физической культуры МГПУ им. М. Е. Евсевьева
- Факультет педагогического и художественного образования МГПУ им. М. Е. Евсевьева
- Факультет психологии и дефектологии МГПУ им. М. Е. Евсевьева
- Факультет дополнительного образования МГПУ им. М. Е. Евсевьева
- Факультет среднего профессионального образования